# The Eye of Silence
The Eye of Silence – 沉默的眼睛 ist ein französisch-chinesisches Filmdrama von Emmanuel Sapolsky aus dem Jahr 2016.

## Handlung
Die beiden Mittzwanzigerinnen Amélie und Coco sind oft in Pekings Nachtleben unterwegs. Sie besuchen glamouröse Nachtclubs und Partys und möchten vor ihrem dreißigsten Geburtstag einen idealen Ehemann finden – wobei sich das zunächst auf Reichtum bezieht. Insbesondere Coco trifft sich häufig mit reichen Geschäftsmännern und lässt sich von diesen gerne ausführen und mit Luxusgütern wie Designer-Handtaschen beschenken. Sie und der Immobilienhai Huang Yi Bo betrachten sich seit wenigen Wochen als Paar.
Amélie ist hingegen zurückhaltender, wird aber von Coco überzeugt, sie zu einer Party mit Huang Yi Bo zu begleiten. Der Abend verläuft gelassen mit gesteigertem Alkoholgenuss und Partyspielen. Coco, ihr Freund und dessen Kumpel An Peng turteln herum und auch Amélie und der weitere Gast Li Sheng kommen sich näher. Als Amélie von der Toilette zurückkehrt, sieht sie, dass Coco tot und halb nackt auf Huang Yi Bo liegt und läuft weg. Huang Yi Bo und An Peng beraten sich und sind sich sicher, dass niemand den Mord gesehen hat, da es dunkel war. Amélie ist aus ihrer Sicht außerdem zu unbedeutend, um im Zweifelsfall etwas gegen die beiden ausrichten zu können.
Für Amélie beginnt eine tiefe Trauer. Sie läuft ziellos und apathisch umher. Sie will den Tod ihrer Freundin rächen und die beiden Männer zur Rechenschaft ziehen. Sie weiß, dass sie die Täter sind, denn sie hat die Fähigkeit im Dunkeln zu sehen. Daher konnte sie die Szenerie genau beobachten. Nachdem dieses Geheimnis dem Zuschauer offenbart wurde, gibt es immer wieder Rückblenden in Amélies Kindheit: Ihr Vater hat ihre besondere Gabe ausgenutzt, um nachts besonders wertvolle Grillen fangen zu können, die er dann verkaufte. In den meisten Tagszenen trägt Amélie eine Sonnenbrille, weil ihr Sehreiz sehr stark auf Licht reagiert.
Die Polizei ermittelt und wird von Amélie auf die richtige Spur gebracht. Huang Yi Bo und An Peng hingegen haben in Cocos Handtasche ihr Handy gefunden, auf dem ein Video zu sehen ist, in dem Amélie und Coco über Amélies besondere Augen sprechen. Nun wissen die beiden, dass Amélie Zeugin ist und verfolgen sie. Sie werden von Amélie in ein Parkhaus gelockt, wo sie das Licht ausschaltet und dann die beiden im Dunkeln hilflosen Männer umbringt. Sie kehrt zurück an den Ort ihrer Kindheit und trifft ihren Vater, dem sie von ihrer Tat berichtet. Sie stellt sich der Polizei und wird festgenommen.

## Hintergründe
Es handelt sich um den ersten Spielfilm des Regisseurs Sapolsky, der vor dem Film bereits mehrere Jahre in Peking lebte und für das Fernsehen gearbeitet hat.

## Rezensionen
In Besprechungen wurde darauf hingewiesen, dass der Film das Verhältnis des Menschen an sich zu der glamourösen künstlichen Gesellschaft, die er aufgebaut hat, thematisiere: Die Protagonistinnen befänden sich in einem „Konflikt mit einem neuen urbanen Darwinismus, der auf Sex und Materialismus“ basiere. Zu Beginn des Filmes ist zu sehen, wie ein Wandbild von Mao Zedong wegen Straßenlärms und Vibrationen von der Wand fällt. Dies wird von Filmdoo als Ende des traditionellen Chinas und Pekings und Wandel zu einer modernen Stadt interpretiert.